# Куке, Гаэтан
Гаэтан Куке (нидерл. Gaëtan Coucke; род. 3 декабря 1998, Тонгерен, Фламандский регион) — бельгийский футболист, вратарь клуба «Аль-Оруба».

## Клубная карьера
Куке — воспитанник клубов «Виермаль» и «Генк». Летом 2018 года для получения игровой практики Гаэтан на правах аренды перешёл в «Ломмел». 3 августа в матче против «Юниона» он дебютировал в бельгийской Челлендж-лиге. По окончании аренды Куке вернулся в «Генк». 3 августа 2019 года в матче против «Мехелена» он  дебютировал в Жюпиле лиге. В том же году Гаэтан помог клубу завоевать Суперкубок Бельгии. 
Летом 2020 года Куке перешёл в «Мехелен». 9 августа в матче против «Андерлехта» он дебютировал за новую команду.

## Международная карьера
В 2015 году Куке в составе юношеской сборной Бельгии вышел в полуфинал юношеского чемпионата Европы в Болгарии. На турнире он был запасным и на поле не вышел. В том же году Куке помог юношеской сборной занять третье место на юношеском чемпионате мира в Чили. На турнире он сыграл в матче против команды Мексики.

## Достижения
Клубные
 «Генк»
- Обладатель Суперкубка Бельгии — 2019